# Cratere Quenisset
Quenisset  è un cratere di 137 km di diametro sulla superficie di Marte.